# 1412 Lagrula
1412 Lagrula је астероид главног астероидног појаса са средњом удаљеношћу од Сунца која износи 2,214 астрономских јединица (АЈ).
Апсолутна магнитуда астероида је 12,8 а геометријски албедо 0,079.